# Caral
Caral, hay Caral-Chupacigarro, từng là một điểm dân cư lớn nằm ở thung lũng Supe, gần Supe, thuộc tỉnh Barranca, Peru, cách Lima khoảng 200 kilômét (120 mi) về phía bắc. Caral là thành phố cổ nhất châu Mỹ và là một địa điểm nghiên cứu nổi tiếng về nền văn minh Norte Chico. Thành phố đã được UNESCO công nhận là Di sản thế giới vào năm 2009.

## Lịch sử
Caral được định cư vào khoảng giữa thế kỷ 26 đến 20 trước Công nguyên với diện tích hơn 60 hécta (150 mẫu Anh). Caral được các nhà khai quật mô tả là trung tâm đô thị lâu đời nhất ở châu Mỹ, tuyên bố này sau đó bị thách thức vì có thêm các địa điểm cổ đại khác được tìm thấy gần đó, chẳng hạn như Bandurria. Thành phố này có sức chứa hơn 3.000 cư dân, là nơi được nghiên cứu tốt nhất và là một trong những địa điểm khảo cổ nền văn minh Norte Chico lớn nhất được biết đến.